# Esporte Clube São Bernardo
Esporte Clube São Bernardo, é uma entidade sócio-poliesportiva brasileira com sede na cidade do São Bernardo do Campo, região metropolitana de São Paulo, no ABC Paulista. Foi fundado em 3 de fevereiro de 1928, por Nerino Colli, Vicente Ragghianti e Itagiba de Almeida, três jovens e ex-jogadores da AA São Bernardo, e por Dante Setti como sucessor da Associação Atlética São Bernardo (de 1917), extinta em 1922. Considerado como ‘Primeiro Clube Profissional’ de São Bernardo do Campo, o clube também introduziu na cidade a prática do basquete (onde conseguiu grande destaque), do voleibol e do futebol de salão. É também o mais antigo clube de futebol em atividade do ABC Paulista. O Esporte possui grande rivalidade com o Palestra de São Bernardo e também o São Bernardo FC, além dos demais times do ABC.

## História

### Fundação
O Esporte Clube São Bernardo foi fundado em 3 de fevereiro de 1928, sendo o clube mais antigo do ABC Paulista em atividade. O clube foi fundado junto a membros de seu antigo rival, o Internacional Futebol Clube, sendo o sucessor da Associação Atlética São Bernardo, fundada em 1917 e extinta em 1922. No período 1922-1928, o futebol de São Bernardo do Campo se resumiu a pequenos clubes “de várzea”, que disputavam um festival de futebol a cada Dia do Trabalhador (1 de Maio). Observando estes festivais, Dante Setti propõe a ideia de criar um novo clube, que pudesse congregar todos os esportistas e torcedores da cidade em torno de uma única agremiação. A ideia foi muito bem recebida por três jovens, todos, ex-jogadores da AA São Bernardo e do Internacional FC: Nerino Colli, Vicente Ragghianti e Itagiba de Almeida. Estes correm a cidade convocando uma reunião, a ser realizada no velho Cine Enrico Caruso (depois, Cine São Bernardo) a Rua Marechal Deodoro. A reunião, que começou no dia 2 de fevereiro, só foi terminar no dia 3, quando é fundado oficialmente o Esporte Clube São Bernardo.
Ata de fundação
"As 21 horas do dia 3 de Fevereiro de 1928 foi aberta a sessão sob presidência do sr. Humberto Coppini, secretariado pelo sr. Nerino Colli e com a presença dos srs. Armando Setti, Antônio Miele, Armando Périgo, Agostinho Campi, Angelo Rinaldi, Antônio Pasin, Ernesto Masini, Jamil L.Haddad, João Furganholi, Dante Setti, João Corazza, José Cruchaski, José Monteiro, José Cassettari Sobrinho, Geraldo di Fávari, Luiz Pasin, José Pasin, João Périgo, Benedicto Machado, Claudionor Marques, Innocente Corazza, Olympio Bassani, Orlando Setti, Francisco Camarotta, Valentim Próspero, Antonio Bueno, Hygino de Lima, Renzo Amadei, Caetano Zoboli, José Marotti, Alberto Senson, João Zanini, Benedicto de Almeida, Antonio de Fávari, Galdino da Silva, João Gerbelli, José Duzzi, Antonio Dial, Fernando Lotto, Antonio Salvador, Estevam Sabatini, Dario Setti, Antonio Margonari, Affonso Parsani, Antonio Mesquita, Antonio Duzzi, Alcides de Almeida, Carlos Miele, Ernesto de Souza, Ervelino Gerbelli, José Delegá, José Corazza, Jarbas Sebastião de Almeida, Jorge Calaf, Itagyba de Almeida, Messias de Alencar e Paulo Frantz. Foi, então, eleita a sua primeira directoria, que ficou assim constituída: Presidente, João Corazza; vice-presidente, Américo Mazza; tesoureiro, Alfredo Périgo; 1 secretário, Alcides de Almeida; 2 secretário, Nerino Colli; conselheiros, Antonio Margonari, Alberto Ascensio e Antonio Miele. Comissão esportiva: Antonio Pasin, Olympio Bassani e José de Souza. Passou-se, em seguida, a votação do nome que seria dado ao novo clube, sendo que venceu o de ‘Esporte Clube São Bernardo’ por vinte e seis votos contra vinte e um o de ‘Associação Athlética São Bernardo’, não contando outras denominações, que tiveram votação mínima. Não havendo outros assumptos a tratar foi empossada a directoria eleitoral, encerrando-se a sessão.— “Nesta Villa de São Bernardo, Município de São Bernardo.”[carece de fontes?]
Graças a abnegação de sócios e interessados, o São Bernardo rapidamente se consolida entre as maiores potências do futebol da região, junto a clubes mais antigos como Primeiro de Maio FC e Corinthians FC (Santo André), Ribeirão Pires FC e São Caetano EC. Já em 1931, reconhecido por mais de 58.000 votos em um concurso realizado pelo antigo Diário Nacional, jornal de alcance nacional editado em São Paulo, o clube recebe o título de “O Mais Simpático do Interior”, este, até hoje usado em documentos e carteirinhas do ECSB.[carece de fontes?] O “título” conquistado eleva o status do São Bernardo, agora, chamado para diversas partidas pelo interior do estado de São Paulo e até mesmo fora dele. Foi o “cachorrão” o primeiro clube de São Bernardo do Campo a realizar uma partida fora do estado. Em maio de 1930, o clube foi ao triângulo mineiro, onde jogou contra as equipes do Uberlândia EC e do Uberaba EC.[carece de fontes?]

### Década de 30
Ainda nos anos 30, o clube decide ingressar nas competições então existentes, passando a disputar o Campeonato Paulista do Interior (atual Campeonato Paulista Amador).[carece de fontes?] Estes campeonatos tinham suas agremiações divididas regionalmente, em “zonas” ou “setores”. Somente os campeões (as vezes campeão e vice, dependendo do ano) avançavam as próximas fases, onde enfrentavam clubes de outras regiões. Em 1939, o São Bernardo foi o campeão de sua zona, que envolvia todo o ABC além do litoral e região de Mogi das Cruzes, geralmente. O clube viria a repetir o feito de maneira ainda mais brilhante na década seguinte, onde foi tricampeão de sua zona, em 1947, 1948 e 1949.[carece de fontes?]

### Década de 40
Nos anos 40, o clube concretiza a doação do terreno onde tinha seu campo desde a fundação. O velho campo já era usado desde a fundação, pela Associação Atlética São Bernardo, que propôs a compra junto ao proprietário, Ítalo Setti.[carece de fontes?]
Ítalo era industrial, um dos imigrantes italianos que mais prosperaram em São Bernardo, e também se dedicava a filantropia, sendo um dos maiores beneméritos não só do clube, como de toda a cidade (foi o principal benemérito do primeiro hospital da cidade e também do Colégio São José). Simpático a ideia do clube, aceitou a proposta de compra da AASB. Porém, com dificuldades, a última parcela de (na época) sete contos de réis, não foi paga. [carece de fontes?]
Mesmo com o campo “meio pago”, este continuou a ser utilizado até o fim da AASB, passando pelo período 1922-1928, em que a cidade esteve sem nenhum clube organizado, e pela fundação do São Bernardo, até 14 de Junho de 1941, quando o presidente do ECSB, Constantino Tondi, recebe do Sr. Ítalo Setti a doação em escritura dos 16.000 m² que compunham o terreno.[carece de fontes?] O benemérito fez apenas duas exigências: o estádio deveria ter o nome dele, e o clube deveria se manter em atividade. Ainda nos anos 40, o clube promove melhorias no campo e também passa por mudanças que, mais uma vez, o elevariam de patamar.[carece de fontes?] É nessa década que chega a São Bernardo do Campo a família Lago, vinda de São Paulo, e que iria, através dos irmãos Ubaldo, Maneco, Flávio, Olavo e Adhemar, implantar o basquete na cidade, modalidade que posteriormente traria vários títulos e glórias ao Bernô.[carece de fontes?] Fechando a década, em 1949, o clube cria o seu Departamento de Futebol Profissional. Ao menos por enquanto, seria o fim do período amador, que o clube vinha vivendo desde sua fundação.[carece de fontes?]

### Década de 50
Já em 1950, na gestão do presidente Joaquim Ferreira Netto, o clube ingressou na disputa da segunda divisão de profissionais, da Federação Paulista de Futebol, a atual Série A2 do Campeonato Paulista. Em sua primeira participação, não consegue passar da primeira fase da competição, terminando em oitavo lugar num grupo de 11 clubes, mas ainda assim, à frente do rival Palestra, que também fazia sua estreia na Segunda Divisão e terminou na lanterna do grupo.[carece de fontes?] Em 1951, o EC São Bernardo repete o fraco desempenho do ano anterior, terminando a primeira fase uma posição abaixo da que havia terminado na temporada de estreia. No campeonato de 1952, o clube termina na lanterna de sua chave, seis pontos atrás do penúltimo colocado.[carece de fontes?]
Consumindo muitos recursos e com resultados ruins dentro de campo, o São Bernardo retorna ao amadorismo em 1953. No ano seguinte, o clube conquista mais um Campeonato Municipal.[carece de fontes?] Em 1959, na gestão de Sílvio de Oliveira Lima, o Bernô adotou uma medida interessante para arrecadar fundos: trazia para partidas amistosas os grandes clubes do Estado para jogar no Estádio Ítalo Setti. Assim, nesse ano, o ECSB recebeu em seus domínios o Santos FC, S.C.Corinthians Paulista, São Paulo FC, SE Palmeiras além da Portuguesa de Desportos e do CA Ypiranga.[carece de fontes?] As receitas com as bilheterias permitiam ao clube pagar as despesas geradas pela disputa das competições profissionais.[carece de fontes?]

### Década de 60: Outros esportes
Entre idas e vindas, o futebol profissional seguiu nessa fase até 1967, quando o clube sofre um duro golpe: a desapropriação de parte da área do estádio para a canalização do Ribeirão dos Meninos e a abertura da futura Avenida Brigadeiro Faria Lima. Assim, o Estádio Ítalo Setti, o único da cidade até aquela época, conheceria seu fim. O sistema de iluminação, pioneiro no ABC, havia sido inaugurado apenas sete anos antes. Sem campo, o clube se desliga do futebol, concentrando suas atividades na expansão de outros esportes, como o basquete, e passa a concentrar seus esforços na ampliação e na melhoria de suas instalações. Em 1967, um grupo de jovens atletas formado no próprio clube idealiza a construção de um ginásio, ideia tida como “loucura”. Através de diversas campanhas de doação realizadas em S.Bernardo do Campo, como as campanhas do “tijolo”, das “telhas” e do “cimento”, o clube inaugura em 1968 o Ginásio Moysés Cheid, a época, o maior da cidade e entre os melhores de toda a região. Nesse mesmo ano, o Esporte Clube São Bernardo também inaugura suas piscinas. O Período após a inauguração do ginásio motiva um desenvolvimento ainda maior do basquete no clube. É nessa época que Ubaldo Lago cria escolinhas masculinas e femininas, conquistando títulos regionais, estaduais e até nacionais, além de revelar para o basquete nacional atletas como Paulo Cheidde, que chegou a seleção brasileira e a presidência da Federação Paulista de Basquete.

### Década de 70: Fusão com o Aliança
Nos anos 70, o São Bernardo possuía a maior escolinha de basquete do Brasil.[carece de fontes?] Em 1978, o clube comemora seu cinquentenário fora do futebol. Nessa época, quem representava São Bernardo do Campo na modalidade era o Aliança Clube, equipe fundada em 7 de setembro de 1969 como uma equipe amadora, alcança um sucesso meteórico: já em 1976 disputava o quadrangular final da Série A2 do Campeonato Paulista.   Porém, já sentia dificuldades financeiras e materiais para o seu prosseguimento, o que levou as diretorias de ambos os clubes a acertar um processo de fusão, iniciado ainda em 1978 e selado em 1981: O São Bernardo absorveria o Aliança, voltaria aos gramados, e num planejado processo de transição (que duraria oficialmente de 1982 a 1989) o clube adota uma listra azul em seus uniformes, além de duas alianças encimando o distintivo do São Bernardo.[carece de fontes?]

### Década de 80: Acesso fica no quase
Em 1982, o clube quase alcança o quadrangular final, mas é derrotado pelo Bragantino no Parque Antártica.[carece de fontes?] Em 1984 e 1985, mais uma vez o clube perde a chance de chegar ao quadrangular final.[carece de fontes?] Em 1986, com uma derrota dolorida para o Bandeirante de Birigui, o clube perde o acesso nos minutos finais da partida, disputada no Estádio Brinco de Ouro da Princesa, em Campinas.[carece de fontes?] Em 1989, o clube só consegue uma vitória em doze jogos e é rebaixado para a terceira divisão.[carece de fontes?]

### Década de 90: Oscilação
Em 1993, o clube conquista o acesso a Série A2 em campo, contando com os préstimos de Luís Pereira, célebre zagueiro do São Bento, Palmeiras, Atlético de Madri e da Seleção Brasileira, fica em 3°Lugar.[carece de fontes?] No ano seguinte, a Federação Paulista de Futebol reorganiza suas divisões e o número de participantes e cancela o acesso do São Bernardo e dos demais clubes que conquistaram o acesso legalmente.[carece de fontes?] O duro golpe provoca novo desestímulo no futebol e no próprio clube, que acaba rebaixado em 1994, terminando a terceira divisão na última colocação.[carece de fontes?]
Até o final da década, o Cachorrão segue fazendo campanhas fracas e terminando entre os últimos da Série B-1 - mas evitando o rebaixamento por conta de fatores extracampo.[carece de fontes?] Logo no primeiro ano, o São Bernardo termina na lanterna do Grupo A, o que o rebaixaria para o Grupo B, mas a separação da quarta divisão em dois grupos é extinta para o ano seguinte.[carece de fontes?] Com uma só chave na divisão em 1996, a equipe termina na lanterna mas permanece devido a Valinhos e Aparecida não conseguirem o acesso por não cumprirem as regras de capacidade em seus estádios.[carece de fontes?] Em 97, o time termina em penúltimo na chave, mas se beneficia da desistência do Monte Azul no ano seguinte para se manter na quarta divisão.[carece de fontes?] O Bernô mais uma vez termina na última posição em 1998, se salvando do rebaixamento por conta da falência do Novorizontino.[carece de fontes?] Em 1999, problemas na capacidade do estádio de um adversário novamente salvam o São Bernardo do rebaixamento.[carece de fontes?]

### Anos 2000: Fracassos e Inatividade
O rebaixamento para a quinta divisão estadual finalmente acontece em 2000.[carece de fontes?] O Cachorrão termina com a pior defesa de todo o campeonato e na lanterna de sua chave. Em 2001 o clube ganhou repercussão negativa na imprensa por seus fracos resultados em campo e pelas críticas de seus próprios atletas ao nível técnico do time. Após completar mais de um ano sem vitórias, o EC São Bernardo termina a Série B-2 na última posição. No final da temporada o clube pede licença das competições da FPF e se limita apenas a disputar as competições de base nos anos seguintes.[carece de fontes?]
Disputando a Segunda Divisão do Paulista Sub-20, o São Bernardo não consegue passar pela primeira fase em nenhuma das temporadas.[carece de fontes?]

### 2010: Retorno ao Paulistão
Em 2010, o clube anuncia seu retorno as competições profissionais, disputando a Segunda Divisão do Campeonato Paulista, comandado pelo treinador César Franco. O começo foi promissor, com apenas uma derrota nos primeiros seis jogos, incluindo uma vitória no clássico contra o Palestra no Baetão.[carece de fontes?] Apesar de fechar o primeiro turno da primeira fase na liderança de seu grupo, o Cachorrão perdeu seis dos sete jogos restantes - o último deles por 7 a 1 diante do Nacional, em São Paulo. O EC São Bernardo terminou sua participação no estadual na penúltima posição da chave. Já a equipe sub-20 disputou o Campeonato Paulista Sub-20 da Segunda Divisão e foi eliminado nas semifinais pela Inter de Limeira.[carece de fontes?]
No ano seguinte, o técnico do sub-20, Julio Cesar Passarelli, assumiu o comando da equipe principal para o Paulistão, trazendo 14 jogadores das categorias de base para a disputa da Segunda Divisão. A aposta nos jovens dá certo: com oito vitórias em 14 jogos, a equipe passa toda a primeira fase entre os quatro primeiros de seu grupo e avança para a segunda fase da competição. De quebra, vence os dois jogos contra o Palestra no que seria o último ano de participação do rival no nível profissional até o momento. Na segunda fase porém, o Bernô não conseguiu repetir o bom desempenho e foi eliminado em último lugar em sua chave, ficando atrás de Jacareí, Desportivo Brasil e Tupã. Com a eliminação da equipe principal, o técnico Passarelli retorna ao comando do time sub-20 e o leva ao inédito título estadual, vencendo o Jabaquara por 3 a 0 na final.
Passarelli é mantido no comando do time para a temporada de 2012, que termina cedo. O Cachorrão não vai bem e é eliminado na primeira fase da Segunda Divisão, somando apenas uma vitória em dez jogos. O time sub-20 também não consegue repetir o sucesso do ano anterior e cai na primeira fase.[carece de fontes?]
Em 2013, o time não consegue engrenar e pelo segundo ano consecutivo é eliminado na primeira fase da competição estadual. Passarelli segue no comando do Cachorrão em 2014, e apesar de um desempenho mediano (4V, 1E, 5D), consegue levar o time à próxima fase como o melhor quarto colocado. No entanto, por problemas familiares, o treinador se afasta da equipe, que é assumida por Paulinho Kobayashi. Com o ex-atacante no comando, o EC São Bernardo deixa escapar a vaga para a terceira fase na última rodada: precisando de um empate para avançar, a equipe perde fora de casa para o União Mogi por 1 a 0, sofrendo um gol aos 38 do 2º tempo e dando adeus à competição. Após quatro anos e sete meses, Júlio César Passarelli deixa o clube em defintiivo.
Para 2015, o time do ABC começa a treinar em Bom Jesus dos Perdões, cidade localizada a 100km de sua cidade. Para o comando, traz Ricardo Costa, que era auxiliar no sub-20 do Guarani. O jovem treinador se destaca, levando a equipe ao primeiro lugar de sua chave com a segunda melhor campanha geral - mas antes do fim da primeira fase, se desliga do clube para treinar a equipe sub-20 do Mirassol. Para seu lugar, a equipe contrata Eder Silveira. Na segunda fase da competição, o Cachorrão começa bem, mas acaba não conseguindo o acesso à Série A3 por um ponto.[carece de fontes?] O destaque do time no ano foi o atacante Washington, vice-artilheiro da competição com 18 gols marcados.[carece de fontes?]
O Bernô é goleado em casa pelo Guarulhos na estreia da competição em 2016, perdendo por 5 a 1 no Baetão. O resultado causa a demissão do técnico Eder Silveira, substituído pelo auxiliar técnico Ederson Araújo. O Cachorrão chega a brigar para ficar entre os quatro que avançam para a segunda fase, mas no final é eliminado, terminando a chave na quinta posição de oito participantes, marcando 20 pontos em 14 jogos.[carece de fontes?]
Ricardo Costa volta para sua segunda passagem no comando do time em 2017, após ter vencido a competição no ano anterior com a Portuguesa Santista. Novamente o técnico faz um ótimo trabalho a frente do EC São Bernardo, levando o time às finais da Segunda Divisão e conquistando o tão sonhado acesso à Série A-3 do ano seguinte. Na grande final, contra o Manthiqueira, o Bernô empatou o primeiro jogo no Baetão, mas sofreu dois gols rapidamente na partida de volta em Guaratinguetá e acabou com o vice-campeonato. Mesmo assim, a equipe se destacou pelo bom desempenho jogando no Estádio do Baetão e por ter o artilheiro da competição, o atacante Felipinho, autor de 14 gols.[carece de fontes?]

#### 2018-presente: Resultados históricos
No retorno do EC São Bernardo no terceiro nível do futebol estadual, o objetivo principal era evitar o rebaixamento - tarefa mais complicada devido ao fato de que no ano de 2018, eram seis os times que caem para a Segunda Divisão. O Cachorrão teve um início surpreendente, chegando a liderar o certame na segunda rodada, após vencer o Olímpia por 4 a 2 na estreia e contar com uma vitória por W.O. sobre o Rio Branco. Após cinco jogos sem vitória, o técnico Ricardo Costa é demitido; em seu lugar assume o auxiliar Edmilson de Jesus. Oscilando entre no meio da tabela, o time chega a ficar na briga pela última vaga na fase de mata-mata, mas acabou ficando de fora, terminando sua primeira temporada na Série A-3 em 11º lugar, três pontos atrás do oitavo colocado e seis à frente da zona de descenso. No segundo semestre, a equipe não participa de nenhuma competição.[carece de fontes?]
Em 2019 o Cachorrão volta a participar da Copa São Paulo de Juniores pela primeira vez desde 1992. A equipe avança na fase de grupos mas é logo eliminada no começo do mata-mata diante do Grêmio. No ano seguinte o alvinegro cai na fase de grupos por conta dos critérios de desempate, terminando com a mesma pontuação de São Paulo e Operário-PR, que avançaram para a fase eliminatória.[carece de fontes?]
No profissional com uma preparação mais ambiciosa, visando o acesso, o EC São Bernardo contrata Tuca Guimarães, que deixa o clube após pouco tempo por motivos pessoais. Quem comanda o clube na estreia da Série A3 em 2019 é Sandro Sargentim, cuja passagem pelo time do ABC dura apenas três jogos, sendo demitido após duas derrotas seguidas. Assume em seu lugar de forma interina o auxiliar e técnico das categorias da base, Galego, que após cinco partidas retorna ao cargo de auxiliar, deixando a equipe na 12ª posição. Oliveira assume o comando da equipe para os sete jogos restantes no campeonato. A equipe segue irregular e fecha o Estadual em 10º lugar.
No segundo semestre o Cachorrão participa pela primeira vez da Copa Paulista e vai longe em sua primeira participação. Sob o comando de Renato Peixe, o EC São Bernardo chega às semifinais do torneio, sendo eliminado pelo eventual campeão São Caetano.[carece de fontes?]
Em 2020 foi vice-campeão da Série A3 do Paulistão, após perder a final para o Velo Clube, mas mesmo assim conquistou o acesso para a Série A2, participando do torneio depois de 32 anos. Após os 15 jogos iniciais, o clube fez 9 pontos, alcançando a décima quinta colocação, sendo rebaixado. Na volta à Série A3 em 2022, o EC São Bernardo faz uma boa campanha, mas é eliminado nas semifinais para o eventual campeão Noroeste. Com uma vitória por 2 a 0 para cada lado, a equipe de Bauru conseguiu a vaga por ter feito melhor campanha na classificação geral.

## Estádios
Teve como seu primeiro palco o Estádio Ítalo Setti, localizado no quarteirão formado atualmente pelas avenidas Faria Lima, Francisco Prestes Maia e pela Rua Marechal Deodoro.[carece de fontes?] O estádio foi erguido pelo próprio clube a partir de sua fundação, em terreno doado por seu maior benemérito, Ítalo Setti.[carece de fontes?] Sua primeira construção foi inaugurada em 1941.[carece de fontes?] Foi melhorado em 1950, 1957 e 1960, quando ganhou o primeiro sistema de iluminação do ABC.[carece de fontes?] Em 1968 o clube teve seu estádio desapropriado com a abertura da Avenida Brigadeiro Faria Lima, e acabou desativando o seu departamento de futebol. São Bernardo do Campo não possuía na época outros estádios.[carece de fontes?]
Posteriormente, após a fusão com o Aliança Clube e a retomada do futebol, o clube passou a se utilizar das dependências do Estádio Humberto de Alencar Castello Branco, o popular Baetão, que se tornou a casa e uma das maiores armas da equipe nas competições em que disputava, graças a proximidade das arquibancadas com o gramado.[carece de fontes?] Mais tarde, o clube também passou a utilizar o Estádio Primeiro de Maio, palco das grandes manifestações dos metalúrgicos durante as greves do ABC, em fins dos anos 1970 e no início dos anos 80.[carece de fontes?]

## Títulos
| Estadual       | Estadual                                           | Estadual | Estadual                      |
|                | Competição                                         | Títulos  | Temporadas                    |
| -------------- | -------------------------------------------------- | -------- | ----------------------------- |
|                | Campeonato Paulista do Interior (campeão regional) | 4        | 1939, 1947, 1948 e 1949       |
| Intermunicipal |                                                    |          |                               |
|                | Competição                                         | Títulos  | Temporadas                    |
|                | Campeonato Municipal de Santo André                | 2        | 1942 e 1944                   |
| Municipal      |                                                    |          |                               |
|                | Competição                                         | Títulos  | Temporadas                    |
|                | Campeonato Municipal de São Bernardo do Campo      | 5        | 1947, 1954, 1960, 1961 e 1964 |

Outras conquistas
- Campeão Paulista Sub 20 - Segunda Divisão: 2011[carece de fontes?]
- Vice-Campeão Paris Cup - Sub 17: 2015[carece de fontes?]

 Futebol de Salão
- Campeão Metropolitano da Segunda Divisão (Aspirante 1)[carece de fontes?]:1958 e 1959
- Campeão da Taça ABC[carece de fontes?]: 1959
- Vice-Campeão Estadual - Segunda Divisão (Feminino)[carece de fontes?]: 1991

 Basquete
- Campeão Regional[carece de fontes?]: 1958, 1959, 1960
- Troféu Pedro Dell'Antônia[carece de fontes?]: 1959
- Vice-Campeão Municipal de São Bernardo do Campo (Veteranos)[carece de fontes?]: 1978

## Estatísticas

### Campanhas de destaque
| Esporte Clube São Bernardo            | Esporte Clube São Bernardo | Esporte Clube São Bernardo | Esporte Clube São Bernardo | Esporte Clube São Bernardo |
| Torneio                               | Campeão                    | Vice-campeão               | Terceiro colocado          | Quarto colocado            |
| ------------------------------------- | -------------------------- | -------------------------- | -------------------------- | -------------------------- |
| Campeonato Paulista - Série A2        | 0 (não possui)             | 0 (não possui)             | 1 (1986)                   | 0 (não possui)             |
| Campeonato Paulista - Série A3        | 0 (não possui)             | 0 (não possui)             | 2 (Última em 2024)         | 1 (2023)                   |
| Campeonato Paulista - Série A4        | 0 (não possui)             | 1 (2017)                   | 0 (não possui)             | 0 (não possui)             |
| Campeonato Paulista - Segunda Divisão | —                          | —                          | —                          | —                          |
| Copa Paulista                         | 0 (não possui)             | 0 (não possui)             | 1 (2019)                   | 0 (não possui)             |

### Participações
|  | Participações em 2025 |

| Competição | Competição                            | Temporadas | Melhor campanha        | Estreia | Última | P | R |
| São Paulo  | Campeonato Paulista - Série A2        | 12         | 3.º colocado em (1986) | 1950    | 2021   | – | 2 |
| São Paulo  | Campeonato Paulista - Série A3        | 16         | Vice-campeão em (2020) | 1954    | 2025   | 1 | 1 |
| São Paulo  | Campeonato Paulista - Série A4        | 16         | Vice-campeão (2017)    | 1960    | 2017   | 1 | 1 |
| São Paulo  | Campeonato Paulista - Segunda Divisão | 1          | 15.º colocado (2001)   | 2001    | 2001   |   |   |
| São Paulo  | Copa Paulista                         | 6          | 3.º colocado em (2019) | 2019    | 2025   |   |   |

### Últimas dez temporadas
Legenda:
| Campeão Vice-campeão Eliminado nas semifinais | Campeão e promovido à divisão superior Vice-campeão e/ou promovido à divisão superior Rebaixado à divisão inferior | Classificado à fase de grupos da Copa Libertadores Classificado à fase preliminar da Copa Libertadores Classificado à Copa Sul-Americana |

## Símbolos

### Mascote
Tem como mascote um cão da raça São Bernardo, uma forma de homenagear a cidade de São Bernardo do Campo. O mascote foi criado pelo cartunista são-bernardense Juarez Correa, e foi citado pela Revista Placar, na edição "500 Maiores Clubes do Brasil" como um dos mais originais do país. É do mascote do clube que provém o apelido de "cachorrão".[carece de fontes?]

### Distintivo e Uniformes
O distintivo e os uniformes do Esporte Clube São Bernardo permanecem inalterados desde a sua fundação, em 1928. A partir de 1982, o clube utilizou as alianças do Aliança Clube sobre o seu distintivo, além de uma listra azul em suas camisas. As alterações foram abandonadas em 1990.[carece de fontes?]

## Rivalidade
O maior rival do Esporte Clube São Bernardo é o Palestra de São Bernardo, clube fundado em 1935 por um jogador dissidente do próprio São Bernardo,  Alfredo Sabatini. O embate entre as duas equipes ocorre há mais de setenta anos, e é conhecido pelas alcunhas de "Dérbi de São Bernardo", "clássico dos metalúrgicos" ou "clássico batateiro."[carece de fontes?]

## Retrospecto por técnico
Dados a partir da retomada do departamento profissional do clube, em 2010.
| Ano       | Treinador              | J  | V  | E  | D  | GP | GC | SG  | %     |
| --------- | ---------------------- | -- | -- | -- | -- | -- | -- | --- | ----- |
| 2010      | César Franco           | 14 | 4  | 2  | 8  | 18 | 31 | -13 | 33,3% |
| 2011-2014 | Julio Cesar Passarelli | 50 | 17 | 13 | 20 | 70 | 54 | +16 | 42,7% |
| 2014      | Paulinho Kobayashi     | 6  | 1  | 3  | 2  | 4  | 5  | -1  | 33,3% |
| 2015      | Ricardo Costa          | 16 | 10 | 4  | 2  | 32 | 15 | +17 | 70,8% |
| 2015-2016 | Eder Silveira          | 13 | 6  | 4  | 3  | 25 | 19 | +6  | 56,4% |
| 2016      | Ederson Araújo         | 11 | 5  | 1  | 5  | 22 | 16 | +6  | 48,5% |
| 2016      | Luiz Antônio de Paula  | 2  | 1  | 1  | 0  | 3  | 1  | +2  | 66,7% |
| 2017-2018 | Ricardo Costa          | 38 | 18 | 9  | 11 | 59 | 37 | +22 | 55,3% |
| 2018      | Edmilson de Jesus      | 7  | 3  | 1  | 3  | 7  | 7  | 0   | 47,6% |
| 2019      | Sandro Sargentim       | 3  | 1  | 0  | 2  | 3  | 4  | -1  | 33,3% |
| 2019      | Galego                 | 5  | 1  | 2  | 2  | 6  | 7  | -1  | 33,3% |
| 2019      | Oliveira               | 7  | 2  | 2  | 3  | 11 | 13 | -2  | 38,1% |
| 2019–     | Renato Peixe           | 34 | 16 | 9  | 9  | 46 | 25 | +21 | 55,9% |